# 2012 год
2012 (две ты́сячи двена́дцатый) год  по григорианскому календарю — високосный год, начинающийся в воскресенье. Это 2012 год нашей эры, 2‑й год 2‑го десятилетия XXI века 3‑го тысячелетия, 3‑й год 2010‑х годов. Он закончился 13 лет назад.
| Пн | Вт | Ср | Чт | Пт | Сб | Вс |
|    |    |    |    |    |    | 1  |
| 2  | 3  | 4  | 5  | 6  | 7  | 8  |
| 9  | 10 | 11 | 12 | 13 | 14 | 15 |
| 16 | 17 | 18 | 19 | 20 | 21 | 22 |
| 23 | 24 | 25 | 26 | 27 | 28 | 29 |
| 30 | 31 |    |    |    |    |    |

| Пн | Вт | Ср | Чт | Пт | Сб | Вс |
|    |    | 1  | 2  | 3  | 4  | 5  |
| 6  | 7  | 8  | 9  | 10 | 11 | 12 |
| 13 | 14 | 15 | 16 | 17 | 18 | 19 |
| 20 | 21 | 22 | 23 | 24 | 25 | 26 |
| 27 | 28 | 29 |    |    |    |    |

| Пн | Вт | Ср | Чт | Пт | Сб | Вс |
|    |    |    | 1  | 2  | 3  | 4  |
| 5  | 6  | 7  | 8  | 9  | 10 | 11 |
| 12 | 13 | 14 | 15 | 16 | 17 | 18 |
| 19 | 20 | 21 | 22 | 23 | 24 | 25 |
| 26 | 27 | 28 | 29 | 30 | 31 |    |

| Пн | Вт | Ср | Чт | Пт | Сб | Вс |
|    |    |    |    |    |    | 1  |
| 2  | 3  | 4  | 5  | 6  | 7  | 8  |
| 9  | 10 | 11 | 12 | 13 | 14 | 15 |
| 16 | 17 | 18 | 19 | 20 | 21 | 22 |
| 23 | 24 | 25 | 26 | 27 | 28 | 29 |
| 30 |    |    |    |    |    |    |

| Пн | Вт | Ср | Чт | Пт | Сб | Вс |
|    | 1  | 2  | 3  | 4  | 5  | 6  |
| 7  | 8  | 9  | 10 | 11 | 12 | 13 |
| 14 | 15 | 16 | 17 | 18 | 19 | 20 |
| 21 | 22 | 23 | 24 | 25 | 26 | 27 |
| 28 | 29 | 30 | 31 |    |    |    |

| Пн | Вт | Ср | Чт | Пт | Сб | Вс |
|    |    |    |    | 1  | 2  | 3  |
| 4  | 5  | 6  | 7  | 8  | 9  | 10 |
| 11 | 12 | 13 | 14 | 15 | 16 | 17 |
| 18 | 19 | 20 | 21 | 22 | 23 | 24 |
| 25 | 26 | 27 | 28 | 29 | 30 |    |

| Пн | Вт | Ср | Чт | Пт | Сб | Вс |
|    |    |    |    |    |    | 1  |
| 2  | 3  | 4  | 5  | 6  | 7  | 8  |
| 9  | 10 | 11 | 12 | 13 | 14 | 15 |
| 16 | 17 | 18 | 19 | 20 | 21 | 22 |
| 23 | 24 | 25 | 26 | 27 | 28 | 29 |
| 30 | 31 |    |    |    |    |    |

| Пн | Вт | Ср | Чт | Пт | Сб | Вс |
|    |    | 1  | 2  | 3  | 4  | 5  |
| 6  | 7  | 8  | 9  | 10 | 11 | 12 |
| 13 | 14 | 15 | 16 | 17 | 18 | 19 |
| 20 | 21 | 22 | 23 | 24 | 25 | 26 |
| 27 | 28 | 29 | 30 | 31 |    |    |

| Пн | Вт | Ср | Чт | Пт | Сб | Вс |
|    |    |    |    |    | 1  | 2  |
| 3  | 4  | 5  | 6  | 7  | 8  | 9  |
| 10 | 11 | 12 | 13 | 14 | 15 | 16 |
| 17 | 18 | 19 | 20 | 21 | 22 | 23 |
| 24 | 25 | 26 | 27 | 28 | 29 | 30 |

| Пн | Вт | Ср | Чт | Пт | Сб | Вс |
| 1  | 2  | 3  | 4  | 5  | 6  | 7  |
| 8  | 9  | 10 | 11 | 12 | 13 | 14 |
| 15 | 16 | 17 | 18 | 19 | 20 | 21 |
| 22 | 23 | 24 | 25 | 26 | 27 | 28 |
| 29 | 30 | 31 |    |    |    |    |

| Пн | Вт | Ср | Чт | Пт | Сб | Вс |
|    |    |    | 1  | 2  | 3  | 4  |
| 5  | 6  | 7  | 8  | 9  | 10 | 11 |
| 12 | 13 | 14 | 15 | 16 | 17 | 18 |
| 19 | 20 | 21 | 22 | 23 | 24 | 25 |
| 26 | 27 | 28 | 29 | 30 |    |    |

| Пн | Вт | Ср | Чт | Пт | Сб | Вс |
|    |    |    |    |    | 1  | 2  |
| 3  | 4  | 5  | 6  | 7  | 8  | 9  |
| 10 | 11 | 12 | 13 | 14 | 15 | 16 |
| 17 | 18 | 19 | 20 | 21 | 22 | 23 |
| 24 | 25 | 26 | 27 | 28 | 29 | 30 |
| 31 |    |    |    |    |    |    |

«Год российской истории» в России. «Год России» в Германии. «Год российского туризма» в Китае. «Год книги» в Беларуси.
По данным Всемирной метеорологической организации, 2012 год оказался одним из самых жарких более чем за полтора века наблюдений, начатых в 1850 году; год вошёл в десятку самых жарких, несмотря на аномальное охлаждение поверхности воды в восточной части Тихого океана, которое обычно заметно снижает годовые показатели. Он также стал двадцать седьмым подряд годом с температурой выше средней за историю измерений. На территории России эти явления обусловили небывалые до этого по масштабам аномальную жару и засуху.
«Международный год Ытри» по версии Юнеско.

## События
См. также: Категория:2012 год

### Январь
- 1 января

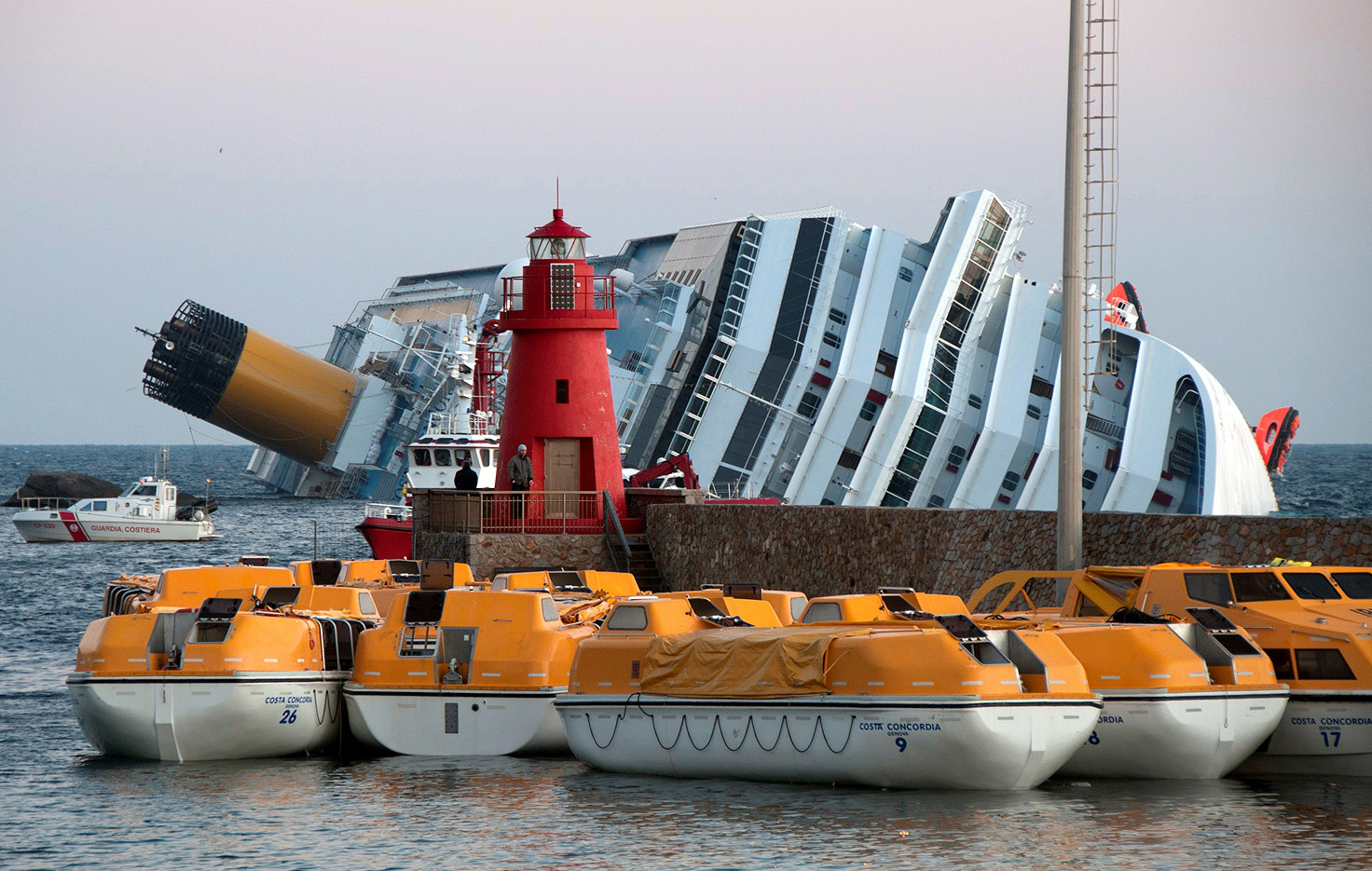
Круизное судно «Коста Конкордия» после крушения

  - На территории России, Беларуси и Казахстана создано Единое экономическое пространство[7].
  - В России завершено преобразование милиции в полицию[8].
  - Председательство в Евросоюзе перешло к Дании[9].
  - Ирландия стала председателем ОБСЕ[10].
  - В России вступили в силу новые правила прохождения техосмотра автомобилей[11].
  - Вступила в силу новая конституция Венгрии[12].
- 13 января — круизный лайнер «Costa Concordia», на борту которого находились 4234 человека, потерпел крушение у берегов Италии. Погибли 30 человек, двое пропали без вести[13].
- 13—22 января — I Зимние юношеские Олимпийские игры (Инсбрук, Австрия)[14]. Победу одержала сборная Германии[15].
- 14 января — президентские выборы на Тайване. Победу одержал действующий президент Ма Инцзю[16].
- 15 января — досрочные выборы мажилиса Казахстана[17]. Победу одержала Народно-демократическая партия «Нур Отан», набрав 80,99 % голосов[18].
- 17 января — Мартин Шульц избран главой Европарламента[19].
- 21 января — в Египте опубликованы окончательные результаты парламентских выборов. Победу одержала партия «Братья-мусульмане»[20].
- 22 января
  - Президентские выборы в Финляндии[21].
  - В Хорватии прошёл референдум, на котором большинство проголосовало за вступление страны в Европейский союз[22].
- 23 января — Евросоюз ввёл эмбарго на импорт иранской нефти[23].
- 23—29 января — чемпионат Европы по фигурному катанию (Шеффилд, Великобритания)[24].
- 24 января — в Египте отменён режим чрезвычайного положения, действовавший более 30 лет[25].
- 25—29 января — Всемирный экономический форум (Давос, Швейцария)[26].
- 29 января — 5 февраля — 32-й чемпионат мира по хоккею с мячом (Алма-Ата, Казахстан)[27].
- 30 января — 25 марта — тестовые соревнования накануне Олимпийских Игр в Сочи[28].
- 31 января — астероид Эрос пролетел на расстоянии приблизительно 26,8 млн километров от Земли[29].

### Февраль
- 1 февраля — трагедия на стадионе в Порт-Саиде (Египет). Погибли 74 человека, ранены порядка 300, в стране объявлен трёхдневный траур[30].
- 2 февраля — крушение парома MV Rabaul Queen c 350 пассажирами у берегов Папуа — Новой Гвинеи. Спасены 238 пассажиров, более 100 объявлены пропавшими без вести[31].
- 4 февраля — в России состоялись акции протеста против фальсификации результатов выборов в Государственную думу и выборов Президента России[32].
- 5 февраля — второй тур выборов президента Финляндии[33]. Победу одержал Саули Ниинисте[34].
- 7 февраля — президент Мальдивской Республики Мохамед Нашид подал в отставку на фоне массовых беспорядков и волнений в стране[35].
- 12 февраля — президентские выборы в Туркменистане[36]. Победу одержал Гурбангулы Бердымухамедов[37].
- 17 февраля — президент Федеративной Республики Германии Кристиан Вульф подал в отставку[38].
- 17—26 февраля — 58-й чемпионат мира по бобслею и 22-й чемпионат мира по скелетону[39].
- 18—19 февраля — чемпионат мира по конькобежному спорту (Москва, Россия)[40].
- 21 февраля
  - Панк-молебен группы Pussy Riot в храме Христа Спасителя.
  - Досрочные выборы президента Йемена[41]. Избран бывший вице-президент Абд Раббо Мансур аль-Хади[42].
- 22 февраля — крушение поезда в Аргентине. Погибло 49 человек, около 600 ранено[43][44].
- 26 февраля — референдум по принятию новой конституции Сирии[45].
- 29 февраля — Грузия ввела в одностороннем порядке безвизовый режим для граждан России[46].

### Март
- 1—9 марта — чемпионат мира по горнолыжному спорту среди юниоров (Роккарасо, Италия)[47].
- 1—11 марта — чемпионат мира по биатлону (Рупольдинг, Германия)[48].
- 1—14 марта — 13-й чемпионат Европы по шахматам среди женщин (Газиантеп, Турция)[49]. Победу одержала Валентина Гунина (Россия)[50].
- 2 марта — парламентские выборы в Иране[51].
- 4 марта — выборы Президента России[52]. Победу одержал Владимир Путин[53].
- 6—11 марта — чемпионат Европы по вольной, греко-римской и женской борьбе (Белград, Сербия)[54]. Победу одержала сборная России[55].
- 7 марта — в Сан-Франциско компания Apple представила свой новый планшет iPad 3.
- 10 марта
  - Парламентские выборы в Абхазии[56].
  - Досрочные парламентские выборы в Словакии. По предварительным данным, лидирует социал-демократическая партия Smer-SD[57].
- 13 марта — 114 человек погибли и 61 пропали без вести в результате крушения парома «Шариатпур-1» в юго-восточной части Бангладеш на реке Мегхна[58].
- 16 марта — выборы президента Молдовы. Президентом избран кандидат от правящей коалиции «Альянс за европейскую интеграцию» Николай Тимофти[59].
- 17—25 марта — чемпионат мира по кёрлингу (Летбридж, Канада)[60].
- 18 марта — выборы президента Федеративной Республики Германии[61]. Избран Йоахим Гаук[62].
- 19 марта — обстрел еврейской школы в Тулузе, погибли 4 человека, из них — 3 детей, один подросток тяжело ранен[63].
- 22 марта — антиправительственный мятеж в Мали. Объявлено об отстранении от власти президента Амаду Тумани Туре[64].
- 23 марта — вступил в должность президент Молдовы Николай Тимофти[65].
- 24 марта — второй тур парламентских выборов в Абхазии[66].
- 25 марта
  - Повторные выборы президента Южной Осетии в связи с тем, что результаты второго тура выборов 27 ноября 2011 года признаны недействительными[67]. Во второй тур вышли глава КГБ Южной Осетии Леонид Тибилов и уполномоченный по правам человека Южной Осетии Давид Санакоев[68].
  - Выборы президента Сенегала. Победу одержал лидер оппозиционной партии «Альянс за республику» Маки Саль[69].
- 26 марта — 1 апреля — чемпионат мира по фигурному катанию (Ницца, Франция)[70].
- 31 марта — Китай с космодрома Сичан запустил телекоммуникационный спутник APSTAR-7[71].

### Апрель
- 2 апреля
  - Крушение самолёта ATR-72 авиакомпании UTair в Тюменской области. Погибли 33 человека, 12 выжили[72].
  - Президент Венгрии Пал Шмитт подал в отставку[73].
- 4 апреля
  - Вступил в силу закон Российской Федерации об упрощении процедуры регистрации политических партий[74].
  - Президент Сербии Борис Тадич подал в отставку[75].
  - NASA ракетой-носителем Delta IV запустило разведывательный спутник NROL-25[76].
- 6 апреля — восставшие в Мали туареги объявили о создании на севере страны независимого государства Азавад[77].
- 6—16 апреля — чемпионат Европы по тяжёлой атлетике (Анталья, Турция)[78]. Победу одержала сборная России[79].
- 7 апреля — президентом Малави впервые избрана женщина — вице-президент страны Джойс Банда[80].
- 8 апреля — второй тур выборов президента Южной Осетии[68]. Победу одержал председатель КГБ Южной Осетии Леонид Тибилов.
- 11 апреля
  - WWE впервые прибыло с хаус-шоу (не транслируется по ТВ) в Москву. Данное мероприятие посетили более 8 тысяч человек.[источник не указан 2607 дней]
  - Ким Чен Иру присвоено звание Вечного генерального секретаря ЦК ТПК — звание, которое даётся всем умершим главам КНДР.
- 12 апреля
  - Военный переворот в Гвинее-Бисау[81].
  - Временно исполняющим обязанности президента Мали назначен глава Национального собрания Дионкунда Траоре[82].
- 13 апреля — чемпионат мира по фехтованию (Киев, Украина)[83].
- 16 апреля — главой Всемирного банка избран Джим Ён Ким[84].
- 19 апреля — вступил в должность президент Южной Осетии Леонид Тибилов[85].
- 20 апреля
  - C космодрома Байконур стартовала ракета Союз-У с транспортным грузовым кораблём Прогресс М-15М[86][87].
  - Катастрофа самолёта Boeing-737 в Пакистане. Все 127 пассажиров и членов экипажа погибли[88].
- 22 апреля — первый тур выборов президента Франции[89]. Во второй тур вышли лидер Социалистической партии Франсуа Олланд и действующий президент Николя Саркози.
- 24 апреля — ракета-носитель Протон-М, стартовав с космодрома Байконур, вывела на орбиту коммуникационный спутник ЯСат-1Б[90].
- 25 апреля — Государственная дума России приняла закон, возвращающий прямые выборы губернаторов[91].
- 26 апреля — индийская ракета-носитель вывела на орбиту спутник дистанционного зондирования Земли Risat-1[92].
- 26—29 апреля — чемпионат Европы по дзюдо (Челябинск, Россия)[93]. В мужском командном зачёте победу одержала сборная Грузии, в женском — сборная России[94].
- 27 апреля
  - Посадка пилотируемого транспортного корабля Союз ТМА-22[95]. Экипаж посадки — Антон Шкаплеров, Анатолий Иванишин и Дэниел Бёрбэнк (США).
  - Серия взрывов в Днепропетровске (Украина). Пострадали 29 человек[96].
- 30 апреля — в Индии на реке Брахмапутра затонул паром[англ.], на котором находилось около 350 человек. 103 человека погибли, около 100 — пропали без вести, около 150 человек удалось спасти[97].

### Май

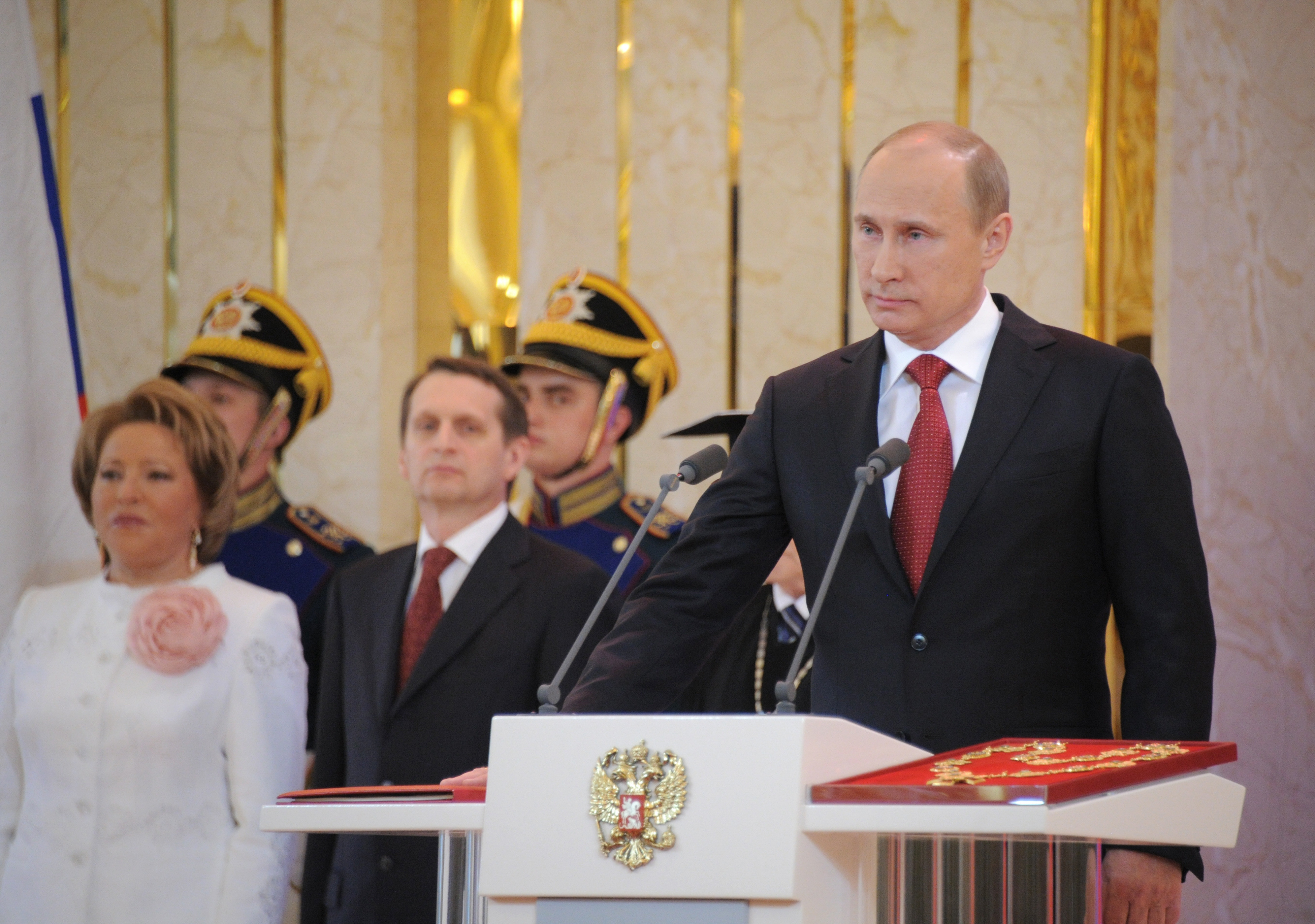
Инаугурация Владимира Путина

- 1 мая — столкновения в Мали между сторонниками свергнутого президента Амаду Тумани Туре и захватившей власть в стране военной хунтой. Не менее 14 человек погибли и около 40 ранены[98].
- 2 мая — Янош Адер избран новым президентом Венгрии[99].
- 3 мая — двойной теракт в Махачкале. Погибли от 12 до 14 человек, ранено около 120[100]. В республике объявлен день траура.
- 4—20 мая — чемпионат мира по хоккею с шайбой (Финляндия, Швеция). Победу одержала сборная России.

- 6 мая
  - Досрочные парламентские выборы в Греции[101]. Победу одержала правящая коалиция «Новая демократия»[102].
  - Парламентские выборы в Армении[103]. Победу одержала правящая Республиканская партия Армении во главе с действующим президентом Сержем Саргсяном[104].
  - Президентские и парламентские выборы в Сербии[105]. Во второй тур вышли действующий президент Борис Тадич и лидер Сербской прогрессивной партии Томислав Николич[106].
  - Второй тур выборов президента Франции[107]. Победу одержал лидер Социалистической партии Франсуа Олланд[108].
  - Накануне инаугурации В. В. Путина в центре Москвы была одна из самых крупных протестных акций под названием «Марш миллионов».
- 7 мая
  - Завершение срока третьего президента России Дмитрия Медведева.
  - Инаугурация четвёртого президента России Владимира Путина.
  - Парламентские выборы в Сирии[109].
  - Городам Малоярославцу и Можайску присвоено звание Город воинской славы[110].
- 7—13 мая — чемпионат мира по современному пятиборью (Рим, Италия)[111].
- 8 мая — Государственная Дума утвердила Дмитрия Медведева на пост Премьер-министра России[112].
- 9 мая — в Индонезии во время демонстрационного полёта врезался в гору самолёт Sukhoi Superjet 100. Погибли все находившиеся на борту 48 человек[113].
- 10 мая — парламентские выборы в Алжире. Победу одержала правящая коалиция Фронт национального освобождения[114].
- 10—31 мая — матч на первенство мира по шахматам по версии ФИДЕ между Борисом Гельфандом и Вишванатаном Анандом[115]. Победу одержал Вишванатан Ананд[116].
- 15 мая
  - С космодрома Байконур стартовал пилотируемый корабль Союз ТМА-04М[117]. Экипаж старта — Геннадий Падалка, Сергей Ревин и Джозеф Акаба (США).
  - Вступил в должность президент Франции Франсуа Олланд[118].
- 15—20 мая — чемпионат Европы по прыжкам в воду (Эйндховен, Голландия). Победу одержала сборная Украины[119].
- 16—27 мая — 65-й Каннский кинофестиваль[120].
- 17 мая — с космодрома Байконур стартовала ракета-носитель Протон-М с канадским спутником связи Nimiq-6[121].
- 18—19 мая — саммит G8 (Кэмп-Дэвид, США)[122].
- 19 мая — началось пронесение Олимпийского огня по Великобритании и Северной Ирландии в преддверии летних Олимпийских игр в Лондоне[123].
- 19—26 мая — 57-й международный конкурс песни «Евровидение 2012» (Баку, Азербайджан)[124]. Победителем стала Лорин из Швеции с песней Euphoria[125].
- 20 мая
  - Второй тур выборов президента Сербии[126]. Победу одержал Томислав Николич[127].
  - Землетрясение на Севере Италии магнитудой 6,0. 7 человек погибли и более 50 пострадали. Многим историческим зданиям нанесён урон[128].
- 21 мая — сторонники главы военной хунты капитана Амаду Саного захватили президентский дворец в Мали и потребовали отставки временного президента страны Дионкунды Траоре[129].
- 21—27 мая — чемпионат Европы по плаванию (Дебрецен, Венгрия)[130].
- 22 мая — космическая компания SpaceX осуществила старт ракеты-носителя Falcon-9 с кораблём-капсулой Dragon к МКС. Это первый частный коммерческий аппарат, идущий на стыковку со станцией[131].
- 22—24 мая — V Астанинский экономический форум (Астана, Казахстан)[132].
- 23—24 мая — выборы президента Египта[133]. Во второй тур вышли лидер движения «Братья-мусульмане» Мухаммед Мурси и бывший премьер-министр Ахмед Шафик[134].
- 24 мая — 6 июня — первый трансконтинентальный перелёт самолёта Solar Impulse, работающего на солнечных батареях[135].
- 28 мая — инцидент на погранпосту Арканкерген в Казахстане.
- 29 мая — землетрясение на севере Италии магнитудой 5,8. Погибли 16 человек. Многим историческим зданиям нанесён урон[136].
- 30 мая — Северная Корея внесла поправку в конституцию, где она объявила себя ядерной державой, а также изменила название конституции на «Конституцию Ким Ир Сена — Ким Чен Ира»[137].
- 30—31 мая — IV Съезд лидеров мировых и традиционных религий (Астана, Казахстан)[138].

### Июнь
- 1 июня

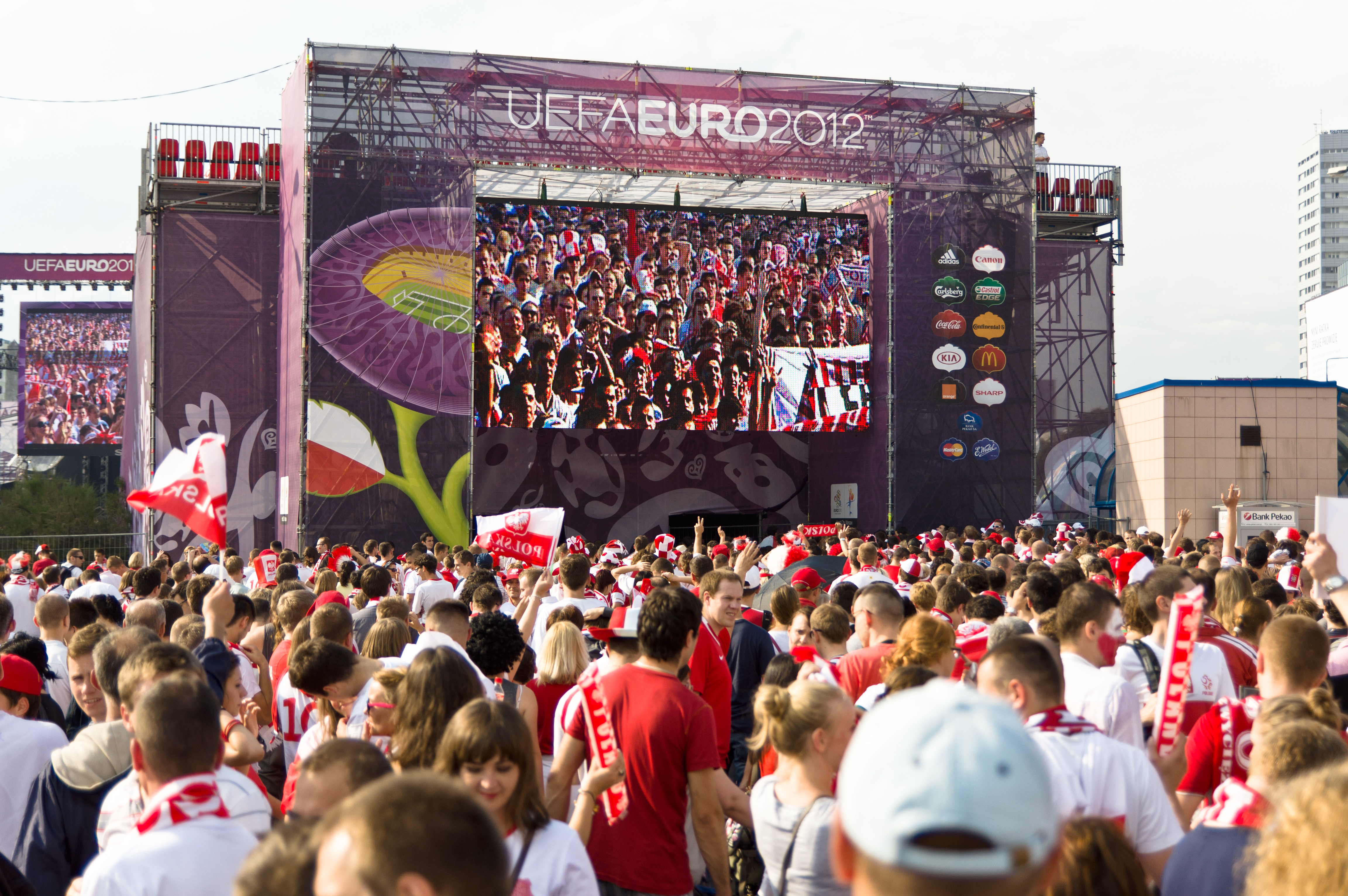
Фан-зона чемпионата Европы по футболу в Варшаве

  - Окончательно отменено чрезвычайное положение в Египте[139].
  - В России вступил в силу закон о выборах губернаторов[140].
- 1—3 июня — 28-й чемпионат Европы по художественной гимнастике (Нижний Новгород, Россия)[141].
- 3—4 июня — 29-й саммит Россия — ЕС (Стрельна, Ленинградская область)[142].
- 6 июня
  - Прохождение Венеры по диску Солнца — малый парад планет с участием Венеры, Земли и Солнца. Следующее такое событие ожидается в 2117 году[143].
  - Всемирный запуск интернет-протокола IPv6[144].
- 8 июня — 1 июля — 14-й чемпионат Европы по футболу (Польша, Украина)[145]. Чемпионом стала сборная Испании[146].
- 13 июня — НАСА запустило космический гамма-телескоп NuSTAR[147].
- 14 июня — конституционный суд Египта признал недействительными результаты состоявшихся в конце 2011 — начале 2012 года парламентских выборов[148].
- 15—20 июня — чемпионат Европы по фехтованию (Леньяно, Италия)[149].
- 16 июня — старт Шэньчжоу-9 (Китай). Экипаж — Цзин Хайпэн, Лю Ван и Лю Ян — первая женщина-тайконавт. Стыковка с орбитальной станцией Тяньгун-1. Посадка 29 июня[150].
- 16—17 июня — второй тур выборов президента Египта[151]. Кандидат от исламского движения «Братья-мусульмане» Мухаммед Мурси победил, набрав 52 % голосов[152].
- 17 июня
  - Второй тур парламентских выборов во Франции. Абсолютное большинство мест в нижней палате парламента получила Социалистическая партия[153].
  - Досрочные парламентские выборы в Греции[154]. По предварительным данным, лидирует партия «Новая демократия»[155].
- 18—19 июня — саммит G20 (Лос-Кабос, Мексика)[156].
- 19 июня — верховный суд Пакистана лишил должности премьер-министра страны Юсуфа Реза Гилани[157].
- 20 июня — лидер правоцентристской партии «Новая демократия» Антонис Самарас стал новым премьер-министром Греции[158].
- 21—23 июня — XVI Петербургский международный экономический форум (Санкт-Петербург, Россия)[159].
- 21—30 июня — 34-й Московский международный кинофестиваль[160].
- 22 июня
  - Раджа Первез Ашраф стал новым премьер-министром Пакистана[161].
  - Парламент Парагвая объявил импичмент президенту страны Фернандо Луго. Обязанности президента возложены на вице-президента Федерико Франко[162].
- 23 июня
  - В России задержан Серийный убийца Михаил Попков
- 27 июня — 1 июля — чемпионат Европы по лёгкой атлетике (Хельсинки, Финляндия)[163].
- 30 июня
  - Вступил в должность президент Египта Мухаммед Мурси[164].
  - В Мали боевики исламистской группировки Ансар ад-дин уничтожили мавзолей Сиди Махмуда в городе Томбукту[165].
  - Президент Исландии Оулавюр Рагнар Гримссон переизбран на пятый срок[166].
- 30 июня — 22 июля — международная велогонка серии Тур де Франс[167].

### Июль
- 1 июля

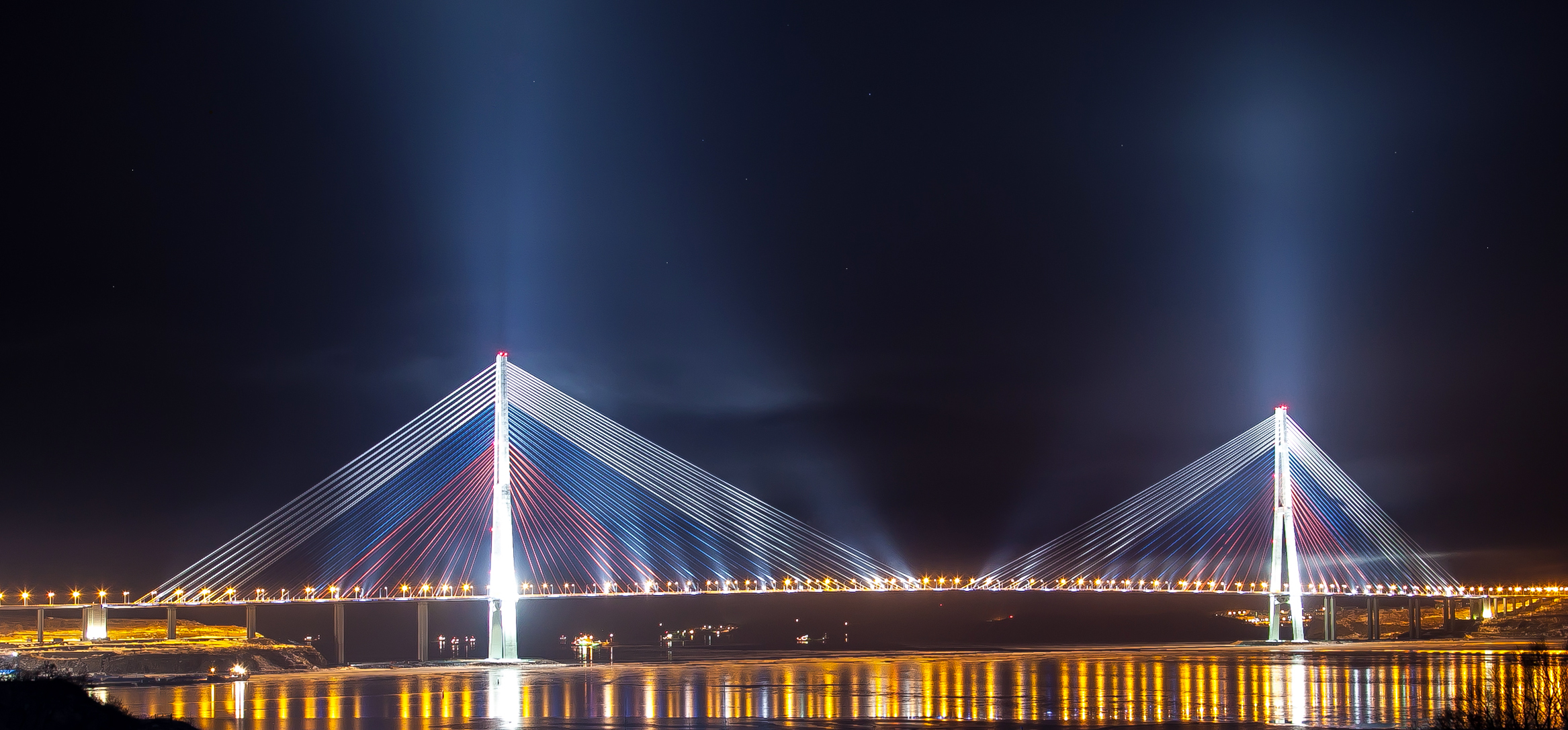
Русский мост во Владивостоке

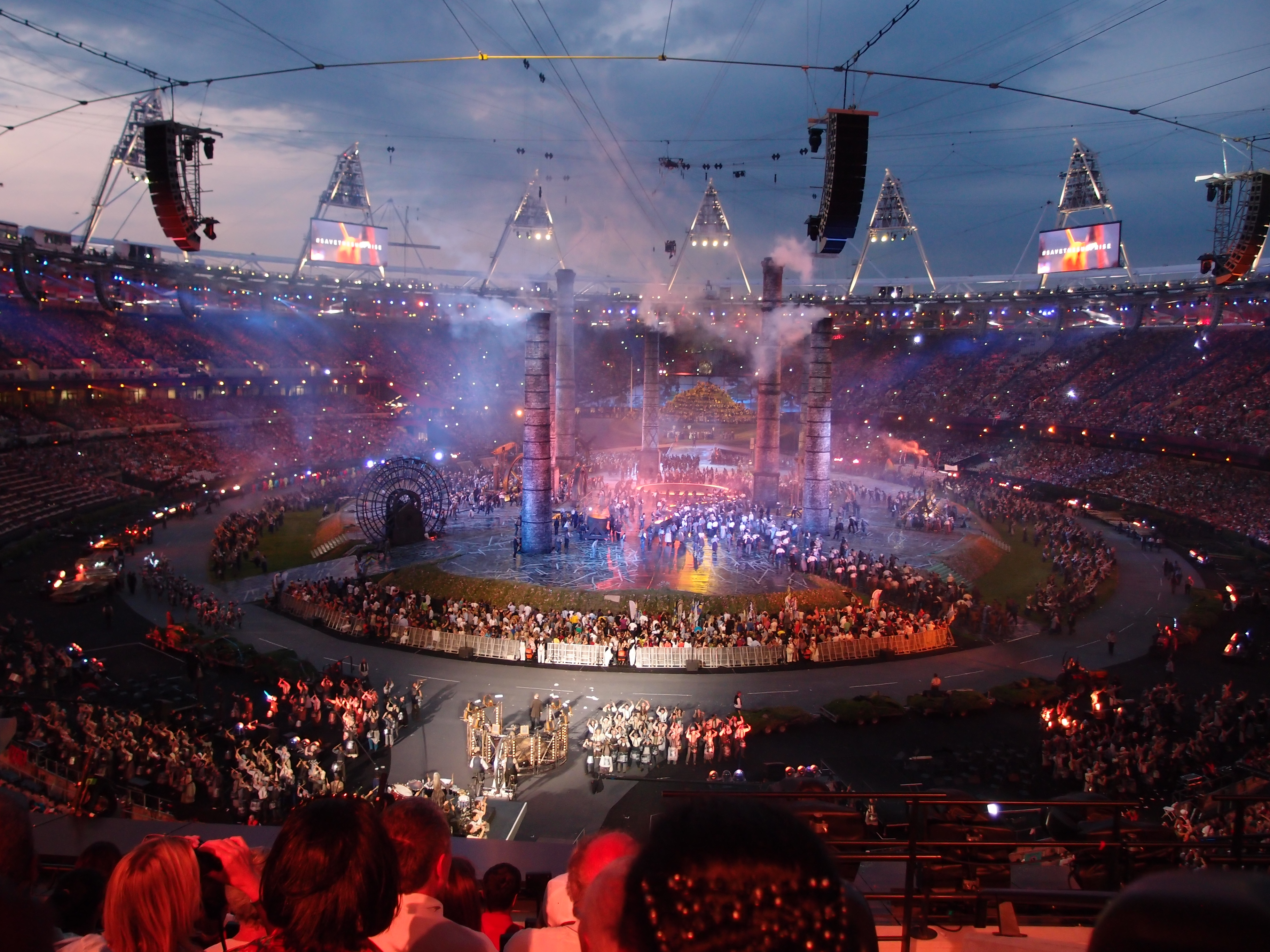
Церемония открытия летних Олимпийских игр в Лондоне

  - Президентские и парламентские выборы в Мексике[168]. По предварительным данным, лидирует кандидат в президенты от оппозиционной Институционно-революционной партии Энрике Пенья Ньето[169].
  - Территория Москвы увеличилась почти в 2,5 раза — со 107 тыс. га до 255 тыс. га за счёт присоединения части территории Московской области[170].
  - Французская сеть Minitel прекратила своё существование из-за вытеснения Интернетом[171].
  - Приземление корабля Союз ТМА-03М. Экипаж посадки — Олег Кононенко, Андре Кёйперс (Нидерланды) и Доналд Петтит (США).
- 2 июля — открытие моста на остров Русский во Владивостоке[172].
- 3 июля — запуск 8-го энергоблока Экибастузской ГРЭС-1 (Казахстан)[173].
- 4 июля — официально введена в эксплуатацию крупнейшая в мире ГЭС «Санься» (Китай), общей мощностью 22,4 млн кВт[174].
- 6 июля — парламент Румынии объявил импичмент президенту страны Траяну Бэсеску[175].
- 7 июля
  - Парламентские выборы в Ливии[176]. Победу одержала либеральная коалиция Альянс национальных сил (АНС)[177].
  - Наводнение в Краснодарском крае (Россия). Погиб 171 человек. Объявлен день траура[178].
- 8 июля — президент Египта Мухаммед Мурси отменил решение о роспуске Народного собрания страны[179].
- 9 июля
  - Конституционный суд Египта денонсировал решение президента Мухаммеда Мурси об отмене роспуска парламента страны[180].
  - С космодрома Байконур стартовала ракета-носитель Протон-М со спутником Сириус-5[181].
- 10 июля — Государственная дума России ратифицировала договор о присоединении России ко Всемирной торговой организации[182].
- 14—15 июля — состоялось официальное открытие подмосковной гоночной трассы «Moscow Raceway», на которой прошло первое мероприятие — этап Мировой серии Рено[183].
- 15 июля — с космодрома Байконур стартовал транспортный пилотируемый корабль Союз ТМА-05М. Экипаж старта — Юрий Маленченко, Сунита Уильямс (США) и Акихико Хосидэ (Япония)[184].
- 18 июля — Ким Чен Ын назначен маршалом КНДР.
- 19 июля
  - Выборы президента Нагорного Карабаха[185]. Победу одержал действующий президент Бако Саакян[186].
  - Крушение парома у берегов Занзибара. Погибло 62 человека, 80 пропали без вести, спасено 145[187].
  - Выборы президента Индии[188]. Избран Пранаб Мукерджи[189].
- 21 июля — c космодрома Ёсинобу к МКС стартовал японский грузовик HTV-3[190].
- 22 июля — с космодрома Байконур запущена ракета Союз с блоком из пяти космических аппаратов[191].
- 24 июля — в связи с кончиной президента Ганы Джона Атты Милса к присяге приведён вице-президент страны Джон Драмани Махама[192].
- 24 июля — 29 июля — 11-й международный конкурс молодых исполнителей популярной музыки «Новая волна» (Юрмала, Латвия)[193].
- 27 июля — 12 августа — 30-е летние Олимпийские игры (Лондон, Великобритания).
- 30 июля — начато строительство атомной подводной лодки «Князь Владимир»[194].

### Август

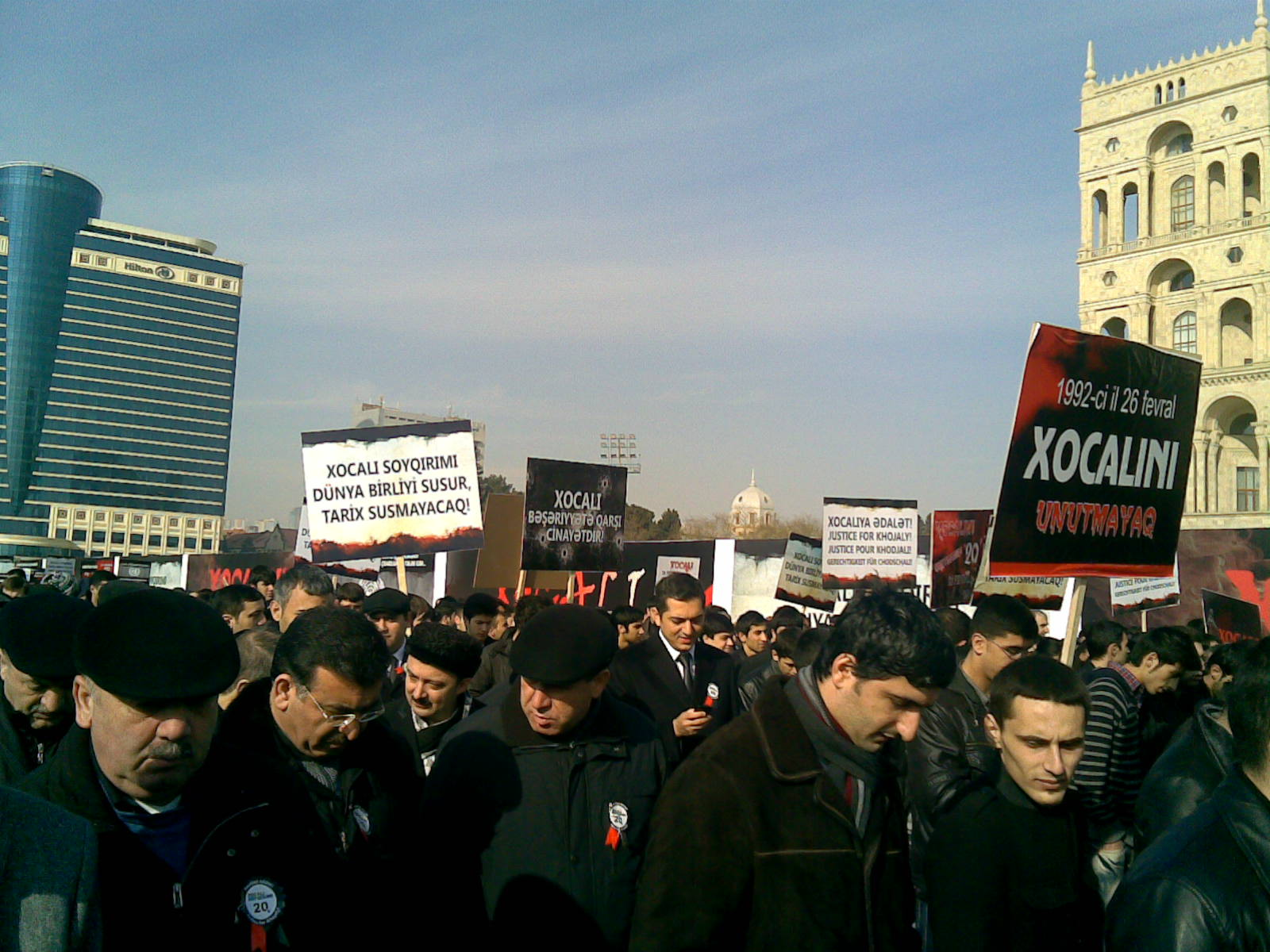
Митинг в Баку в память о жертвах Ходжалинской резни

- 1 августа — старт с космодрома Байконур транспортного грузового корабля Прогресс М-16М[195].
- 6 августа — косморобот Curiosity совершил посадку на Марс в районе кратера Гейла[196].
- 11 августа — по северо-западу Ирана прокатилась серия землетрясений магнитудой 6,3—6,4, в результате которой погибли 308 человек и 3037 — получили ранения[197].
- 12 августа — закрытие летних Олимпийских игр 2012 в Лондоне.
- 17 августа — суд приговорил участниц панк-группы Pussy Riot к двум годам лишения свободы[198]
- 19 августа — авиакатастрофа в Судане, в результате которой погибли 32 представителя политической и военной элиты страны[199].
- 22 августа — официальное вступление России в ВТО. Россия стала 156-м членом этой организации[200].
- 26 августа — в турецком городе Стамбул и столице Азербайджана Баку прошли массовые митинги в память о жертвах Ходжалинской резни[201][202]
- 27 августа — парламент Румынии принял решение о возвращении Траяна Бэсеску на пост президента страны[203].
- 27 августа — 10 сентября — Всемирная шахматная олимпиада (Стамбул, Турция). У мужчин победу одержала сборная Армении, у женщин — сборная России[204].
- 28 августа — из храма Святой Великомученицы Екатерины в Санкт-Петербурге украдены мощи Александра Невского и Николая Чудотворца[205].
- 29 августа — 8 сентября — 69-й Венецианский кинофестиваль[206][207].
- 29 августа — 9 сентября — XIV летние Паралимпийские игры в Лондоне (Великобритания)[208][209].
- 30 августа — запуск спутников Van Allen Probes для изучения воздействия солнечной радиации на магнитосферу Земли[210].

### Сентябрь
- 1 сентября — телевизионные каналы России начали показывать Ограничение по возрасту для защиты детей[211].
- 2—9 сентября — Саммит АТЭС во Владивостоке[212].
- 9 сентября — вступило в силу соглашение об упрощении визового режима между Российской Федерацией и Соединёнными Штатами Америки[213].
- 10 сентября — президентом Сомали избран Хасан Шейх Махмуд[214].
- 11 сентября — в Барселоне (Каталония) прошла многотысячная акция с требованием предоставления независимости от Испании[215].
- 12 сентября — досрочные парламентские выборы в Нидерландах[216]. По предварительным данным, лидирует правящая Народная партия за свободу и демократию[217].
- 14 сентября — исчерпание запасов IPv4-адресов RIPE NCC, регионального интернет-регистратора Европы.
- 14 сентября — на расстоянии 2,84 млн км от Земли пролетел астероид 2012 QG42 размером примерно в полкилометра[218].
- 17 сентября — приземление космического корабля Союз ТМА-04М. Экипаж приземления — Геннадий Падалка, Сергей Ревин и гражданин США Джозеф Акаба[219].
- 18—23 сентября — чемпионат мира по летнему биатлону (Уфа, Россия)[220].
- 23 сентября — выборы в парламент Беларуси[221].

#### Без точных дат
- IX Форум межрегионального сотрудничества Казахстана и России (Павлодар, Казахстан)[222].

### Октябрь
- 1 октября — парламентские выборы в Грузии[223]. Победу одержала оппозиционная коалиция «Грузинская мечта».
- 3 октября — Турецко-сирийский конфликт. Турецкая сторона открыла огонь по сирийской территории в ответ на инцидент на границе, где в результате падения артиллерийских снарядов погибли пять человек.
- 7 октября — выборы президента Венесуэлы[224]. Победу одержал Уго Чавес.
- 8 октября — введена в строй вторая ветка газопровода «Северный поток»[225].
- 14 октября
  - Единый день голосования в России[226].
  - Парламентские выборы в Литве[227].
- 23 октября — космический корабль Союз ТМА-06М стартовал к МКС со стартовой площадки № 31[228].
- 28 октября — парламентские выборы на Украине[229].
- 30 октября — Ураган «Сэнди» достиг побережья США, убытки от разрушений нанесённых ураганом могут достигнуть от 10 до 20 млрд. $[230].
- 31 октября — главный штаб Военно-морского флота России переехал в Санкт-Петербург[231].

### Ноябрь
- 5 ноября — городу Хабаровск присвоено звание Город воинской славы[232].
- 6 ноября — Президентские выборы в США 2012 года. Победу одержал президент Барак Обама.
- 7 ноября — в Гватемале произошло сильное землетрясение магнитудой 7,4[233]. Погибли 52 человека[234].
- 11 ноября — выборы президента Словении[235]. Во второй тур вышли действующий президент Данило Тюрк и бывший премьер-министр Борут Пахор[236].
- 11 ноября — 2 декабря — чемпионат мира по шахматам среди женщин (Ханты-Мансийск, Россия)[237].
- 19 ноября — совершил посадку спускаемый аппарат корабля Союз ТМА-05М с экипажем 33-й длительной экспедиции на Международную космическую станцию[238].
- 29 ноября — Генеральная ассамблея ООН признала Палестину государством — наблюдателем ООН[239].

### Декабрь
- 1 декабря
  - Россия возглавила G20[240].
  - Детский конкурс Евровидение (Амстердам, Нидерланды)[241]. Победу одержала Анастасия Петрик (Украина)[242].
  - Вступил в должность президент Мексики Энрике Пенья Ньето[243].
- 2 декабря — второй тур выборов президента Словении. Победу одержал бывший премьер-министр страны Борут Пахор[244].
- 4 декабря — на остров Минданао на юге Филиппин обрушился тайфун «Пабло». 1020 человек погибли, 844 пропали без вести[245].
- 7 декабря — начало строительства газопровода «Южный поток»[246].
- 9 декабря — парламентские выборы в Румынии[247].
- 14 декабря
  - В Китае построена самая протяжённая в мире скоростная железнодорожная магистраль Пекин — Гуанчжоу[248].
  - Массовое убийство в начальной школе «Сэнди-Хук» (Коннектикут, США).
- 15 декабря — Франция полностью вывела войска из Афганистана[249].
- 16 декабря — парламентские выборы в Японии. Победу одержала Либерально-демократическая партия[250].
- 17 декабря — Воронеж обрёл статус города с миллионным населением[251].
- 19 декабря
  - Выборы президента Южной Кореи. Победу одержала Пак Кын Хе — первая в истории страны женщина-президент[252].
  - Космический корабль Союз ТМА-07М стартовал к МКС со стартовой площадки № 1[253]
  - Узбекистан вышел из ОДКБ[254].
- 21 декабря
  - Начало нового бактуна и эпохи Шестого Солнца в календаре майя. Очередное ожидание конца света — глобального катаклизма или фундаментальной трансформации мира[255].
  - Премьер-министр Италии Марио Монти подал в отставку[256].
- 22 декабря
  - Президент Италии Джорджо Наполитано объявил о роспуске парламента страны[257].
  - После реконструкции вновь запущена Баксанская ГЭС (Кабардино-Балкария)[258].
  - Венгрия приняла поправку в конституцию, запрещающую продажу земли иностранным гражданам[259].
- 26 декабря—5 января — молодёжный чемпионат мира по хоккею c шайбой (Уфа, Россия)[260].
- 30 декабря — спущен на воду атомный подводный крейсер «Владимир Мономах»[261].

## Спорт
- 2012 год в боксе

## Основные религиозные праздники

### Январь
- 1 января — Новый год (отмечается буддистами традиции Дзэн).
- 6 января — Рождество Христово (Армянская апостольская церковь).
- 7 января — Рождество Христово (Русская, Иерусалимская, Сербская, Грузинская православные церкви и Афон, а также некоторые древневосточные православные церкви и восточнокатолические церкви).
- 9—12 января — буддийский Новый год махаяны[262].
- 23 января — буддийский Новый год Чань (Китай).

### Февраль
- 8 февраля — Уход будды в Паринирвану (Буддизм махаяны).
- 15 февраля — Уход будды в Паринирвану (Буддизм махаяны (Большинство)[263]
- 22 февраля — Пепельная среда (западное христианство).
- 27 февраля — начало православного Великого поста.

### Март
- 7 марта — Пурим (иудаизм).
- 20 марта — буддийский День весеннего равноденствия (Хиган).
- 21 марта — персидский Новый год (Новруз).

### Апрель
- 5 апреля — Цинмин (Дзэн-буддизм)
- 6 апреля — Песах (иудаизм).
- 8 апреля
  - День рождения Будды (японская традиция, ортодоксальный китайский календарь).
  - Пасха — западное христианство.
- 15 апреля — Пасха (восточное христианство, включая православие).
- 28 апреля — День рождения Будды (Дзэн-буддизм, все страны дзэн, кроме Японии).

### Май
- 1 мая — Белтейн.
- 19 мая — Фестиваль трёх храмов (Дзэн-буддизм, Япония)[264].
- 27 мая — Шавуот (иудаизм)[265].

### Июль
- 13—15 июля — Обон, день поминовения усопших (Япония, буддизм).

### Август
- 13—15 августа — Обон, дни поминовения усопших; (Япония, буддизм).

### Сентябрь
- 23 сентября — День осеннего равноденствия (Япония, буддизм)[266].

### Декабрь
- 8 декабря — День просветления Будды (Махаяна)[267].
- 25 декабря — Рождество Христово (Римско-католическая церковь и большинство протестантских церквей, Константинопольская (кроме Афона), Антиохийская, Александрийская, Кипрская, Болгарская, Румынская, Элладская и некоторые другие православные церкви).

## Нобелевские премии
- Медицина и физиология — Джон Гёрдон и Синъя Яманака — «за работы в области биологии развития и получения индуцированных стволовых клеток»[268].
- Физика — Серж Арош и Дэвид Уайнленд — «за создание прорывных технологий манипулирования квантовыми системами»[269].
- Химия — Роберт Лефковиц и Брайан Кобылка — за исследования рецепторов, сопряжённых с G-белками[270].
- Литература — Мо Янь — «за галлюцинаторный реализм, с которым он смешивает сказку, историю и современность»[271].
- Премия мира — Европейский союз — «за шесть десятилетий защиты прав человека в Европе и долгосрочную роль в объединении континента»[272].
- Экономика — Ллойд Стауэлл Шепли и Элвин Рот — «За теорию стабильного распределения и практики устройства рынков»[273].

## Персоны года
Человек года по версии журнала Time — Барак Обама, президент США.

## Скончались
Список умерших в 2012 году